# Vulkanizacija
Vulkanizacija je kemijski proces, pri katerem se posamezne polimerne molekule povežejo z drugimi polimernimi molekulami z atomskimi vezmi. Končni rezultat je guma, kjer prožne gumijaste molekule postanejo zamrežene na večji ali manjši razdalji. To naredi material trši, veliko bolj obstojen (obraba, staranje) in prav tako odporen na kemijske reakcije. Prav tako naredi površino materiala bolj gladko, prepreči lepljenje na kovinske ali plastične katalizatorje. Ta zamrežen polimer ima močne kovalentne vezi, z močnimi silami med verigami in je netopljiva snov.
Proces je poimenovan po Vulkanu, rimskem bogu ognja.

## Razlogi za vulkanizacijo
Naravni kavčuk začne pri višjih temperaturah ali pod vplivom zunanjih sil spreminjati svojo zgradbo, postopno razpadati v mokro drobljivo snov. Proces razpada je delno odvisen od razpada mlečnih beljakovin in od razpada velikih kavčukovih molekul zaradi oksidacije na zraku, saj se kisikove molekule vežejo na kovalentne vezi.
Kavčuk, ki je bil nezadostno vulkaniziran, lahko tudi razpade, toda počasneje. Proces razpadanja lahko pospeši tudi daljša izpostavljenost sončni svetlobi, še posebno izpostavljenost ultravijoličnim žarkom.

## Opis procesa
Vulkanizacija je običajno obravnavana kot ireverzibilna (nepovrnljiva) reakcija, pri kateri kavčuku dodajamo žveplo.
Kavčuk je zmes dolgih makromolekul (2000–10.000 v verigo povezanih molekul izoprena s cis-razporeditvijo). Te makromolekule med seboj niso povezane in so v kavčuku naključno razporejene. Vzdolž teh molekulskih verig je veliko mest, ki so privlačna za atome žvepla. Med vulkanizacijo žveplove molekule S8 razpadejo na manjše delce z različnim številom žveplovih atomov, ki so zelo reaktivni. Pri kavčuku se odprejo dvojne vezi med ogljikovimi atomi. Na te proste vezi se vežejo žveplovi atomi, ki se vežejo v verige, dokler ne doseže drugo molekulo kavčuka. To tridimenzionalno molekulsko zgradbo imenujemo zamreženje (ang. cross-link). Žveplove vezi so po navadi dolge tja do deset atomov, kar ima velik vpliv na lastnosti končnega produkta – gume. Če so vezi dolge tja do dveh atomov, ima guma zelo dobro toplotno odpornost, če so pa daljše, tja do šest ali sedem atomov, dajejo gumi zelo dobre dinamične lastnosti s slabšo toplotno odpornostjo. Dinamične lastnosti so pomembne zlasti za fleksibilnost izdelka (npr. na stranskem robu avtomobilske pnevmatike bi se med vožnjo brez fleksibilnosti materiala hitro naredile razpoke, kar bi vodilo do razpada pnevmatike). 
Namesto žvepla se lahko pri vulkanizaciji uporablja selen, organski peroksidi, nitrospojine, itd. Proces vulkanizacije lahko poteka tudi pod vplivom močnejšega sevanja (ultravijolično, katodno, jedrsko). 
Poznamo več vrst vulkanizacij:
1. Vroča vulkanizacija poteka pri temperaturi 100–150 °C in zvišanem tlaku. Traja od nekaj minut do več ur. Reakcijo lahko pospešijo s pospeševalci (akceleratorji) ali prilagodijo z dodatki, zaradi katerih je potrebna nižja temperatura pa tudi manjša količina žvepla. Za mehko gumo je potrebno 1,5–10 % žvepla, za trdo gumo pa 15–30 %. Z zaviralci (retarderji) vulkanizacije za lažjo obdelavo v nekaterih primerih podaljšajo postopek.
2. Hladna vulkanizacija se uporablja za izdelovanje tankih predmetov v plasteh (npr. za impregniranje tekstila). Predmete potopijo v raztopino kavčuka, kateri sledi kopel v dižveplovem dikloridu (S2Cl2).
3. Kontinuirana vulkanizacija je postopek, pri katerem v profilirane palice ali cevi stiskajo oblikovano maso. Ta pod vplivom grelnega telesa (vroč zrak, taljena kovina) vulkanizira ob izstopu iz brizgalnega stroja.

## Vulkanizacija v preteklosti
Proces vulkanizacije kavčuka sega več kot 3500 let nazaj za časa prvih velikih civilizacij. Ime Olmec pomeni ”ljudje kavčukovca” v azteškem jeziku. Stare srednjeameriške civilizacije so pridobivale lateks iz Castillia elastica, ene izmed vrst kavčukovca, ki je rasel na tem področju. Kavčukovcu so dodajali sok vijavke, rdeči slak (Ipomoea alba), da so dobili gumi podobno snov. Iz gume so delali velike, sedem kilogramov težke krogle. Te krogle uporabljali kot danes žogo v ritualnem obredu, ki je bil nekakšna igra, podobna današnji nogometni tekmi. Tekmovalci na igrišču so morali s koleni spraviti žogo skozi kamnit obroč, ki je bil pripet na steni. Izdelovali so tudi votle gumijaste figure, ki so predstavljale božanstva. Izdelovali so tudi praktične izdelke, kot so sandali in držaji orodij. Prvič je kavčuk omenjen v Evropi leta 1770. Kocke iz naravnega kavčuka je Edward Nairne prodajal v Londonu kot nekakšne radirke. Kasneje je še bilo par izdelkov iz kavčuka, toda vse je bilo proizvedeno v manjših količinah. Material ni imel daljše obstojnosti, bil je lepljiv, je gnil in imel neprijeten vonj, saj ni bil obdelan. Prvi, ki je v moderni dobi uporabil žveplo za vulkanizacijo kavčuka je bil Charles Goodyear (1800–1860). Obstajata teoriji, da je Goodyearu to uspelo po temeljitih raziskavah, bodisi po naključju. Goodyear je trdil, da je odkril vulkanizacijo na podlagi žvepla leta 1839, ki ga patentiral šele 5. julija 1843, o odkritju je pa pisal šele leta 1853 v njegovi avtobiografski knjigi Gum-Elastica. Medtem je znanstvenik in inženir, Thomas Hancock (1786–1865), patentiral proces vulkanizacije 21. novembra 1843 v Veliki Britaniji, 8 tednov preden je Goodyear prijavil patent v Veliki Britaniji. Goodyear ni nikoli dobil nikakršnega denarja zaradi svojega patenta. Zastavil je vso družinsko premoženje in ga vložil v svoj patent. Umrl je leta 1. julija 1860 z dolgovi v višini več kot 200.000 ameriških dolarjev.

## Kasnejši razvoj procesa vulkanizacije
Odkritje reakcije med kavčukom in žveplom je povzročilo revolucijo v uporabnosti gume in je povzročilo spremembo celotne svetovne industrije.
Do tega časa je bil edini način ali tesnjenja majhnih razpok na parnih strojih ali zagotoviti, da plin (po navadi para) v cilindru prenese svojo energijo na bat s čim večjim izkoristkom, s pomočjo usnja pomočenega v olje. To je spremenljivo do nekih zmernih pritiskov. Toda nad neko kritično točko so morali konstruktorji strojev sprejeti kompromis: ali večje trenje, ki ga ustvarja usnje pri boljšem tesnjenju ali večje uhajanje pare.
Vulkanizirana guma je ponudila idealno rešitev tega problema. Inženirji so dobili material, ki so ga lahko oblikovali prosto in v kalupih do natančnih oblik in dimenzij. Dobro je prenašal tudi velike deformacije pod težkim tovorom in se hitro povrnil v prvotno stanje po obremenitvi. Vse to, skupaj z dobro trpežnostjo, je zapolnilo kritične zahteve po učinkovitem tesnilnem sredstvu.
Nadaljnje eksperimente v predelovanju in raziskovanju gume je izvajal Thomas Hancock v Veliki Britaniji. Vulkanizacijo so razvili do te mere, da je postala stabilen proces.
Leta 1905 je George Oenslager odkril derivat anilina, tiokarbnilid, ki je lahko pospešil reakcijo med žveplom in kavčukom. Tako je vulkanizacija trajala manj časa in znižala se je aktivacijska energija procesa. Pospeševalci so povzročili vulkanizacijski proces veliko bolj zanesljiv in ponovljiv. V enem letu po tem odkritju je Oenslager našel še veliko potencialnih akceleratorjev. Tako se je razvila znanost pospeševalcev in zaviralcev. V kasnejšem stoletju so razni kemiki odkrili še ostale pospeševalce, tako imenovane ultra-pospeševalce, ki so še danes v uporabi za vulkanizacijo različnih izdelkov iz kavčuka.

## Devulkanizacija
Industrija gume je raziskovala devulkanizacijo veliko časa. Glavna težava pri recikliranju gume je bila devulkanizacija, katere rezultat bi bile prvotne lastnosti surovega kavčuka. Proces devulkanizacije poteka tako, da zrnca gume segrevamo ali delujemo nanjo z mehčali, da bi povrnili njene elastične lastnosti, ki bi omogočili njeno ponovno uporabo. Nekaj poizkusnih procesov je doseglo različno stopnjo uspehov v laboratoriju, toda noben od njih se ni izkazal na komercialni ravni. Različni procesi se razlikujejo tudi v stopnji vulkanizacije. Uporaba drobnozrnate gume in površinskega procesa devulkanizacije bo veliko doprinesel izdelku, ki bo imel nekaj zaželenih kvalitet nereciklirane gume. Po navadi devulkanizacijski postopki niso prinesli pravih rezultatov devulkanizacije, ali niso dosegli konstantne kvalitete izdelka, ali pa so imeli neupravičeno visoko ceno.
Proces reciklaže se začne z zbiranjem in razrezovanjem zavrženih avtomobilskih pnevmatik. Tako dobijo iz kosov zrnat gumast material, ki se mu odstranijo jeklena in ojačitvena vlakna. Po drugem mletju nastane gumast prah, ki je pripravljen za predelavo. 
Nadaljnji industrijski proizvodni postopek predelave tega materiala ni znan širši javnosti, ampak samo določenim osebjem, ki se s tem ukvarjajo. 
V tem postopku reciklaže, se devulkanizacija začne z razpadom žveplovih verig, ki s tem omogočijo novo formacijo zamreženja. Razvila sta se dva glavna procesa za recikliranje gume: spremenjen oljni proces in vodno-oljni proces. Vsakemu od teh procesov sta dodana olje in regenerator, ki regenerira gumijast prah, ki je bil izpostavljen visokim temperaturam in pritiskom od 5 do 12 ur v posebni opremi, ki zahteva še dodatno obsežno kasnejše procesiranje. Tako pridobljen kavčuk ima spremenjene lastnosti in je neprimeren za uporabo v mnogo primerih, tudi za avtomobilske pnevmatike. Po navadi ti devulkanizacijski procesi niso dobili želenih rezultatov devulkanizacije, niso dosegali stalne kakovosti ali pa so bili nespremenljivo dragi.
Sredi devetdesetih so raziskovalci Raziskovalnega inštituta Guangzhou za obnovljive vire (Guangzhou Research Institute for the Utilization of Reusable Resources) na Kitajskem patentirali metodo za pridobivanje in devulkanizacijo reciklirane gume. Njihova tehnologija, znana tudi kot AMR-proces (AMR Process), bi naj proizvedla nov polimer s konstantnimi lastnostmi, ki so podobne tistim, ki jih imata umetni in naravni kavčuk, in s pomembno manj potencialnimi stroški.
AMR proces izkorišča lastnosti molekul vulkaniziranega gumijastega prahu v zvezi z aktivatorjem in akceleratorjem, ki reagirata homogeno z gumijastimi delci. Kemijska reakcija, ki steče med mešanjem, olajša razpad žveplovih molekul (vezi), kar omogoči lastnosti, ki so podobne tako naravnemu kot sintetičnem kavčuku. Recikliranemu gumijastemu prahu se doda mešanica kemijskih primesi. To vse traja v mešalcu približno 5 minut, nakar prah ohlajajo in ga na koncu pakirajo. Lastniki AMR-licence prav tako zatrjujejo, da pri AMR-postopku ni nobenih strupenih stranskih produktov, ki bi bili obremenjevali okolje. Tako dobljen kavčuk se lahko spet meša in obdeluje, da dobi zahtevane lastnosti.
Družba, ki ima trenutno severnoameriško licenco za AMR-proces, Rebound Rubber Copr., je postavila tovarno za predelavo gume v mestu Daytona, Ohio. V tovarno spadata tudi raziskovalni laboratorij in laboratorij za nadzor kakovosti.
Podjetje ustanovljeno leta 1991, odkupuje odpadne avtomobilske gume in jih predeluje v razne polizdelke in izdelke za kmetijske in industrijske potrebe. Končni produkti iz gumijastih zrnc oziroma prahu so gumijast asfalt, zamenjava za pesek na otroških igriščih itd. Patentirali so tudi gumijast material na valjih za pokrivanje streh.

## Statisični podatki
Ne glede na to, ali bo proces AMR doživel uspeh na tržišču, je trg s potrebami po kavčuku (naravnem in umetnem) ogromen. Samo Severna Amerika ga porabi letno približno 4,5 milijonov ton. Avtomobilska industrija porabi približno 79 procentov naravnega in 57 odstotkov umetnega kavčuka. Do danes recikliran kavčuk še ni bil uporabljen kot zamenjava umetnemu v omembe vredni količini, po navadi zato ker recikliran kavčuk še ne dosega želenih lastnosti, ki bi jih industrija želela. Odpadne gume so največji vidni odpadni produkt, ki je narejen iz gume. Ocenjuje se, da Severna Amerika proizvede približno 300 milijonov odpadnih gum letno. ZDA, Evropska unija, Vzhodna Evropa, Latinska Amerika, Japonska in Bližnji vzhod skupaj proizvedejo po neuradnih podatkih milijardo gum na leto. Po ocenah, koliko gum je na svetu, jih je samo v Evropi 3 milijarde, v Ameriki pa kar 6 milijard.